# Ludwig Hummel (Maler)

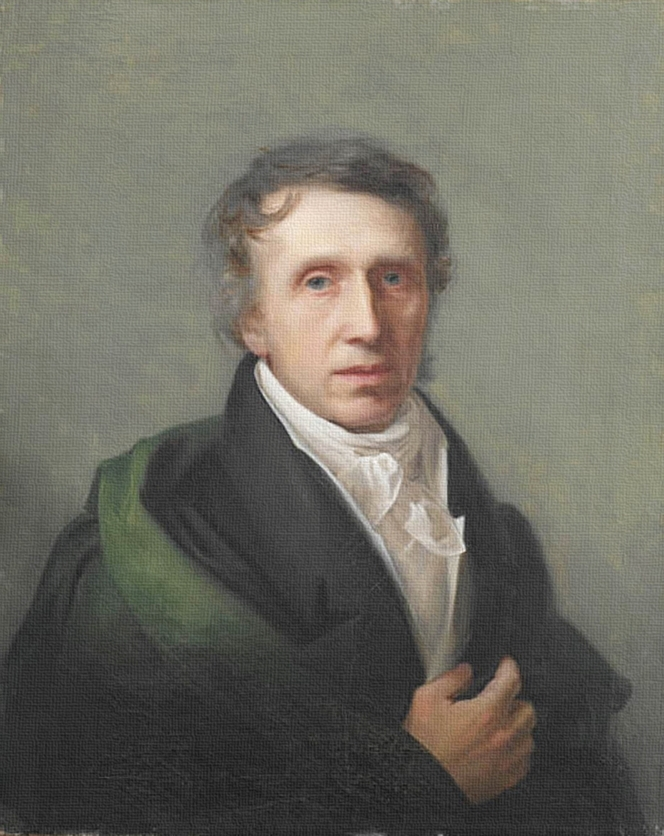
Ludwig Hummel; porträt von Carl Glinzer

Ludwig Hummel, auch Luigi Hummel (* 11. Mai 1770 in Neapel; † 28. August 1840 in Kassel), war ein deutscher Maler, Zeichner und Kupferstecher. Er gehörte den Malern der Nazarener an.

## Leben
Hummel wurde als Sohn eines Offiziers geboren. In Neapel wurde er als Ziehsohn von Johann Heinrich Wilhelm Tischbein aufgezogen und wurde dessen Schüler; als Zeichner arbeitete er an dessen Publikation der antiken Vasen von William Hamilton mit. Für Tischbeins unvollendetes Vasenwerk und für dessen unvollendete Zyklus Homer nach Antiken gezeichnet hat Hummel gemeinsam mit Tischbein Tausende von Zeichnungen nach Antiken entworfen und zahlreiche Kupferstiche angefertigt. 1794 unternahm er zusammen mit Asmus Jacob Carstens eine Wanderung von Rom nach Neapel. 1799 kam Hummel mit Tischbein nach Kassel. Er wurde in Kassel Lehrer der Kurprinzessin und späteren Kurfürstin Auguste.  Mit der Kreidezeichnung Perseus und Andromeda wurde Hummel 1802 zusammen mit Johann Martin von Rohden Preisträger bei Goethes Weimarer Preisaufgaben. 1807 heiratete er die Malerin Marianne von Rohden, die  Schwester des in Rom tätigen Malers Johann Martin von Rhoden. 1805 stellte er in Weimar einen 90 Fuß langen und 3 Fuß hohen Grisaille-Fries mit Darstellungen der Taten und Triumphe des Bacchus aus. 
Von 1808 bis 1813 lebte Hummel mit seiner Frau Marianne in Paris, um im Auftrag des Herzogs Peter Friedrich Ludwig von Oldenburg im Louvre v. a. nach Raffael zu kopieren. Es entstanden u. a. die Kopien von der Die Heiligen Familie und der Die Heilige Cäcilie. Das Malerehepaar lebte in ihrer Pariser Zeit bei dem befreundeten Kasseler Bildhauer Werner Henschel. Am 12. März 1811 wurde die gemeinsame Tochter Susanna, auch Susette genannt, geboren. Sie wurde Malerin und Sängerin und heiratete den Komponisten Moritz Hauptmann.
Ludwig Hummel kehrte 1813 nach Kassel zurück und war überwiegend für den Hof und als Porträtmaler tätig. 1815 wurde er Mitglied des oppositionellen Schönfelder Kreises um die Kurfürstin Auguste, dessen politische, liberale Tendenz sich gegen ihren getrennt lebenden Mann, Kurfürst Wilhelm II. von Hessen-Kassel, richtete. Hummel wurde zunächst Professor und ab 1825 Direktor der Maler- und Bildhauer-Klasse an der Kunstakademie in Kassel. 1835 war er Mitbegründer des Kunstvereins für Kurhessen in Kassel.

## Werke in Museen (Auswahl)
- Neue Galerie Kassel: Porträt eines Neapolitaners, um 1800; Selbstbildnis, um 1807; Porträt Marianne Hummel, geb. von Rohden, um 1807
- Schloss Museum Weilburg:  Landgraf Philipp der Großmütige